# Goodman (hrabstwo Marinette)
Goodman – jednostka osadnicza w Stanach Zjednoczonych, w stanie Wisconsin, w hrabstwie Marathon.